# Exetastes navetus
Exetastes navetus là một loài tò vò trong họ Ichneumonidae.